# 한 번 더 체크타임
《한 번 더 체크타임》은 대한민국의 MBN에 방송 중인 교양 텔레비전 프로그램이다.
본방송 매주 월요일 저녁 8시 30분
2020년 9월 14일 월요일 저녁 8시 30분 1회 방송 ~ 현재 진행중

## 기획 의도
코로나19 시국에 발맞춰 선보이는 건강 버라이어티 프로그램이다.
남은 예상 수명을 늘리기 위한 수명 연장 프로젝트 <한 번 더 체크타임> 그 비밀의 해답이 지금 밝혀진다.

## 출연진
- 김국진
- 이수지
- 윤형빈
- 송태호 내과 전문의 (송내과의원), 이해인 가정의학과 전문의 (압구정JM 가정의학과의원), 이나겸 식품영양학과 교수 (장안대학교)

## 제작진
- 기획 : 박진성
- 책임 프로듀서 : 백봉기
- 연출 : 권경덕,전순열,김일섭,이승헌,이권엽
- 작가 : 이미자,박선하,우나영,김명지,변지현,김아름